# 어맨다 허스트
어맨다 허스트(Amanda Hearst, 1984년 1월 5일 ~ )는 미국의 사교계 인사, 모델이다. 허스트 코퍼레이션의 상속녀이다.